# Pratola Peligna
Pratola Peligna – miejscowość i gmina we Włoszech, w regionie Abruzja, w prowincji L’Aquila.
Według danych na rok 2004 gminę zamieszkiwało 7815 osób, 279,1 os./km².